# Kanton Baba
Der Kanton Baba befindet sich in der Provinz Los Ríos westzentral in Ecuador. Er besitzt eine Fläche von 517 km². Im Jahr 2022 lag die Einwohnerzahl bei rund 45.300. Verwaltungssitz des Kantons ist die Kleinstadt Baba mit 5368 Einwohnern (Stand 2010).

## Lage
Der Kanton Baba liegt im Südwesten der Provinz Los Ríos. Er liegt im Tiefland westlich der Cordillera Occidental. Im Süden reicht der Kanton bis zum Río Babahoyo. Die kleineren Flüsse Río Junquillo und Río Arenal durchqueren das Gebiet in südlicher Richtung und münden in den Río Babahoyo. Im Südwesten wird der Kanton vom Estero Roncador, im Osten vom Flusslauf des Río Puebloviejo begrenzt. Der Hauptort Baba befindet sich 16 km westlich der Provinzhauptstadt Babahoyo sowie 50 km nordnordöstlich der Großstadt Guayaquil. Die Fernstraße E485 (Babahoyo–El Salitre) führt in Ost-West-Richtung durch den Kanton und am Hauptort Baba vorbei.
Der Kanton Baba grenzt im Nordosten an den Kanton Puebloviejo, im Südosten an den Kanton Babahoyo, im Südwesten an den Kanton Salitre der Provinz Guayas sowie im Nordwesten an den Kanton Vinces.

## Verwaltungsgliederung
Der Kanton Baba ist in die Parroquia urbana („städtisches Kirchspiel“)
- Baba

und in die Parroquias rurales („ländliches Kirchspiel“)
- Guare
- Isla de Bejucal

gegliedert.

## Geschichte
Bereits 1824 wurde Baba neben Babahoyo als Kanton der großkolumbianischen Provinz Guayaquil eingerichtet; dieser wurde jedoch 1855 wieder aufgelöst und Vinces eingegliedert. Am 12. Oktober 1858 wurde der Kanton erneut eingerichtet.
Entwicklung der Einwohnerzahl im Kanton Baba bei landesweiten Volkszählungen zum jeweiligen Gebietsstand:
| Jahr                    | Einwohner | +/-    |
| ----------------------- | --------- | ------ |
| 1950                    | 17.413    | –      |
| 1962                    | 20.663    | 18,7 % |
| 1974                    | 25.142    | 21,7 % |
| 1982                    | 27.299    | 8,6 %  |
| 1990                    | 29.406    | 7,7 %  |
| 2001                    | 35.185    | 19,7 % |
| 2010                    | 39.681    | 12,8 % |
| 2022                    | 45.296    | 14,2 % |
| Datenherkunft: Wikidata |           |        |